# Primo ministro del Giappone
Primo ministro del Giappone (内閣総理大臣?, Naikaku sōri daijin) è il termine italiano per indicare il capo del governo del Giappone, nonostante la traduzione letterale del nome giapponese sia ministro presidente del Gabinetto; in Giappone tuttavia ci si riferisce a questa carica con l'assai più diffusa abbreviazione Shushō (首相?). 

Stendardo del Primo Ministro dello Stato Giapponese

Il primo ministro è nominato dall'imperatore, dopo essere stato designato dalla Dieta nazionale tra i suoi stessi membri, e deve ottenere la fiducia della Camera dei rappresentanti per restare in carica. Il primo ministro è a capo del Gabinetto e nomina e dimette i ministri dello Stato.

## Nomina
La designazione del primo ministro è il primo compito delle camere della Dieta al momento del loro insediamento. A questo scopo, ogni camera ha un doppio ballottaggio per scegliere i candidati. Se le camere scelgono due diversi candidati, viene nominata una commissione bicamerale per trovare un accordo su un unico candidato. A ogni modo, se le camere non trovano un accordo entro dieci giorni, la decisione presa dalla Camera dei rappresentanti vale per l'intera Dieta. Di conseguenza, la Camera dei rappresentanti può teoricamente scegliere il primo ministro che più le aggrada.
Il primo ministro deve dimettersi se la Camera dei rappresentanti adotta una mozione di sfiducia o respinge una questione di fiducia, a meno che la Camera dei rappresentanti non venga sciolta entro dieci giorni. Il primo ministro deve inoltre dimettersi dopo ogni elezione generale della Camera dei rappresentanti, anche se il suo partito ha ottenuto la maggioranza dei seggi. L'incarico di primo ministro è stato solitamente occupato per convenzione dal leader del partito più rappresentato nella Dieta, che solitamente è stato il Partito Liberal Democratico. Tale convenzione è stata poi usata dal Partito Democratico del Giappone.

## Ruolo
Il primo ministro:
- "esercita il controllo e la supervisione" della funzione esecutiva.
- presiede gli incontri del Gabinetto.
- nomina e dimette i ministri dello Stato.
- permette le azioni legali contro i ministri dello Stato.
- controfirma, insieme al ministro competente, tutte le leggi e gli ordini di gabinetto.
- è il comandante in capo delle Forze armate del Giappone

Teoricamente, il primo ministro è molto potente, con un ruolo assimilabile al cancelliere tedesco ed ancor più grande, considerata la forma di governo monistica del Giappone. Tuttavia, a causa della natura della politica giapponese, basata sulla ricerca del consenso tra le varie fazioni in una continua creazione di coalizioni di governo, dovuta al sistema proporzionale, il primo ministro ha in realtà molto meno potere del suo omologo in molti altri stati. La sua posizione di leader del maggiore partito implica continue negoziazioni con le principali correnti del partito e con i leader della coalizione; la legislatura è solitamente iniziata e rivista più dai congressi di partito che dal Gabinetto. Inoltre, il potere sostanziale è in realtà detenuto dalla burocrazia, su cui il primo ministro ha poco controllo.

## Storia e residenza ufficiale
Il corrente ruolo di primo ministro è disciplinato dalla Costituzione del Giappone del 1946. Questa carica era prevista anche della Costituzione Meiji, in vigore negli anni precedenti la guerra, e sostituiva la carica di burocrate feudale del kanpaku. Prima del 1946 il primo ministro era scelto direttamente dall'Imperatore e non aveva bisogno della fiducia della Dieta per governare. Durante la seconda guerra mondiale, il primo ministro presiedeva il Consiglio superiore di guerra nel nome dell'Imperatore.
La residenza ufficiale del primo ministro del Giappone è chiamata Kantei. La Kantei originale è stata utilizzata dal 1929 al 2002, quando è stata inaugurata una nuova residenza, detta nuova Kantei.